# 藤丸麻紀
藤丸 麻紀（ふじまる まき、1966年 - ）は日本の経済学者。和洋女子大学人文学部国際社会学科准教授。専門は金融論・アジア経済・計量経済学。

## 来歴
京都市生まれ。1988年慶應義塾大学経済学部卒業。三井銀行（現三井住友銀行）に入社し、三井銀総合研究所（現日本総合研究所）の研究員となる。その後慶應義塾大学大学院経済学研究科修士課程修了、後期博士課程単位取得。慶應義塾大学経済学部研究助手を経て現職。

## 著書
- 『経済のニュースがスラスラわかる本 金融のしくみ編』（中経出版、2004年）